# Индустриальный путепровод (Санкт-Петербург)
Индустриа́льный путепрово́д — путепровод в Красногвардейском районе Санкт-Петербурга. Переброшен через Всеволожскую железнодорожную линию по Индустриальному проспекту.
Путепровод был открыт 30 августа 2005 года. Тогда же Индустриальный проспект был продлён от шоссе Революции до Шафировского проспекта. Проект путепровода разработало ЗАО «Институт „Стройпроект“».
15 мая 2014 года путепроводу присвоено название Индустриальный — по проспекту.